# Lijst van voetbalinterlands Chili - Zambia (vrouwen)
Deze lijst van voetbalinterlands is een overzicht van alle officiële voetbalinterlands tussen de nationale vrouwenteams van Chili en Zambia. De landen hebben tot nu toe één keer tegen elkaar gespeeld.

## Wedstrijden
| № | Plaats   | Datum            | Competitie        | Wedstrijd      | Uitslag |
| - | -------- | ---------------- | ----------------- | -------------- | ------- |
| 1 | Santiago | 28 november 2020 | Vriendschappelijk | Chili − Zambia | 1 − 2   |

## Samenvatting
| Competitie        | Totaal gespeeld | Winst Chili | Gelijk | Winst Zambia | Doelsaldo Chili – Zambia |
| ----------------- | --------------- | ----------- | ------ | ------------ | ------------------------ |
| Vriendschappelijk | 1               | 0           | 0      | 1            | 1 − 2                    |
| Totaal            | 1               | 0           | 0      | 1            | 1 − 2                    |